# 차주
차주(車胄, ? ~ 199년)는 중국 후한 말의 정치가이다.

## 행적
조조(曹操)를 섬겼다.
조조 밑에서 몸을 낮추고 있던 유비(劉備)는 주령(朱靈)과 함께 원술(袁術)을 공격하려는 명령을 받자 출진하여 원술을 공격했으나 원술이 달아나 버리자 주령만 돌려보내고 자신은 서주로 가서 자사 차주를 죽였다.
그러나 서주를 공격해 온 조조의 공격을 받아 패하자 원소(袁紹)에게로 달아났다.

## 《삼국지연의》에서의 차주
조조가 여포(呂布)를 멸망시킨 후, 거기장군(車驥將軍)이었던 차주를 서주자사로 임명하고 서주를 다스리게 했다. 나중에 유비가 서주에 왔을 때, 차주는 유비가 조조의 명령에 따라 온 것으로 알고 유비를 맞아들였다. 뒤늦게 유비의 속셈을 알아차린 조조는 순욱(荀彧)의 제안을 받아들여 차주에게 유비를 죽이라고 했다. 차주는 유비를 죽일 방안을 진등(陳登)과 상의했으나, 본래 진등은 유비의 편이었기에 이 사실을 유비에게 알려주었다.
유비는 밤중에 조조군이 당도한 것처럼 꾸며 성문을 열게 했다. 차주는 군사를 거느리고 성 밖으로 나왔으나 관우(關羽)에게 죽임을 당했다. 차주의 군사들은 모두 유비에게 항복했으며, 가족들은 모두 장비(張飛)가 죽였다.